# Чжуцзи
Чжуцзи́ (кит. упр. 诸暨, пиньинь Zhūjì) — городской уезд городского округа Шаосин провинции Чжэцзян (КНР).

## История
Уезд Чжуцзи (诸暨县) был образован ещё во времена империи Цинь в 222 году до н.э. После монгольского завоевания уезд был в 1295 году поднят в статусе, став областью Чжуцзи (诸暨州), которая в 1359 году была переименована в область Чжуцюань (诸全州). После свержения власти монголов и образования империи Мин область была понижена в статусе, снова став уездом Чжуцзи.
После образования КНР в 1949 году был создан Специальный район Шаосин (绍兴专区), и уезд вошёл в его состав. В 1952 году Специальный район Шаосин был расформирован, и уезд был подчинён напрямую властям провинции Чжэцзян. В 1953 году уезд Чжуцзи вошёл в состав Специального района Цзиньхуа (金华专区), а в 1957 году перешёл в состав Специального района Нинбо (宁波专区). 
В 1964 году Специальный район Шаосин был создан вновь, и уезд опять вошёл в его состав. В 1973 году Специальный район Шаосин был переименован в Округ Шаосин (绍兴地区).
Постановлением Госсовета КНР от 27 июля 1983 года округ Шаосин был преобразован в городской округ.
В 1989 году уезд Чжуцзи был преобразован в городской уезд.

## Административное деление
Городской уезд делится на 3 уличных комитета, 23 посёлка и 1 волость.

## Экономика

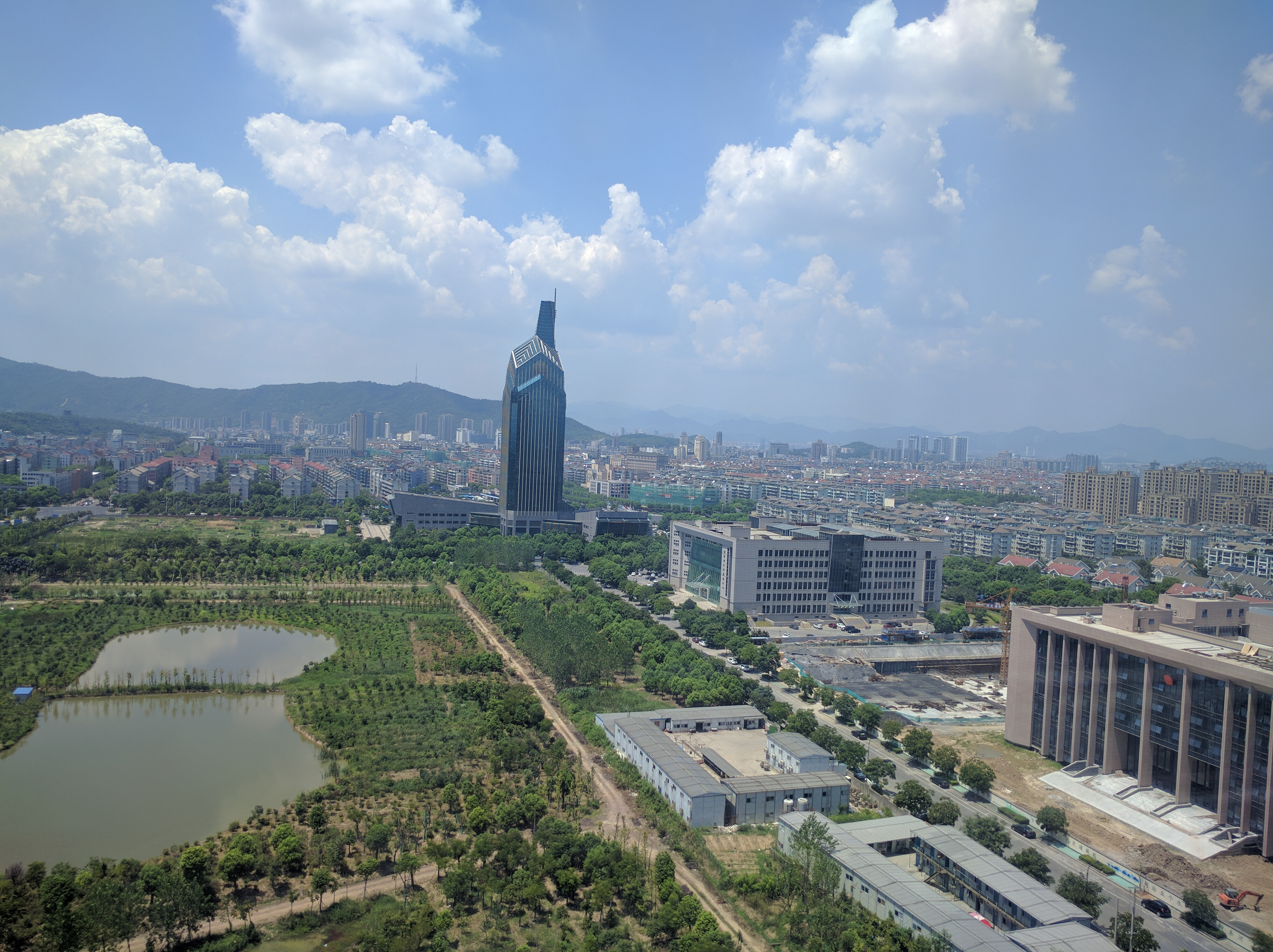
Деловой центр

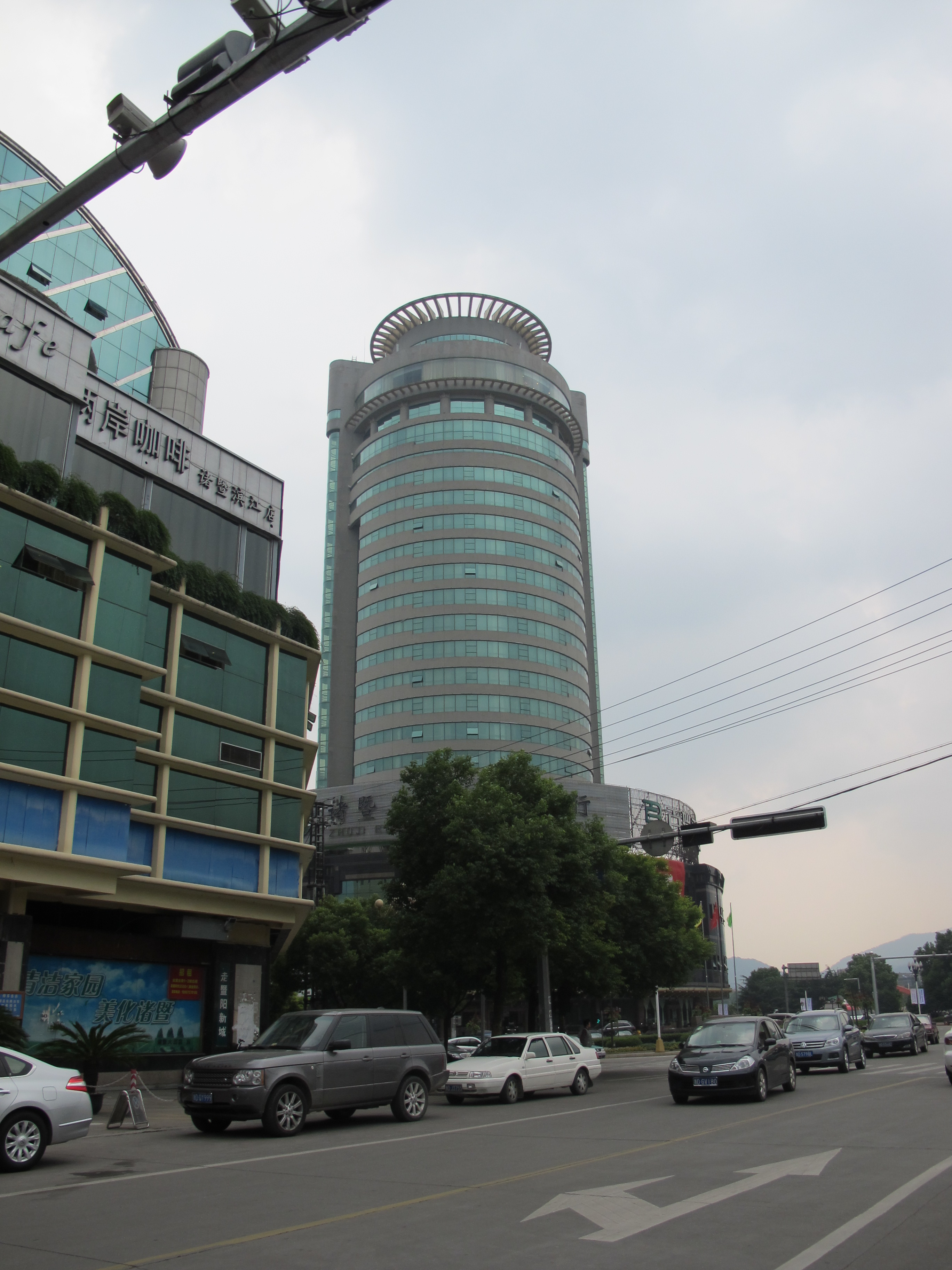
Офисное здание

Чжуцзи является крупным центром машиностроения и производства промышленного оборудования, по состоянию на 2024 год здесь функционировало более 50 предприятий, занимающихся производством компьютеризированных вышивальных машин, и свыше 80 предприятий, специализирующихся на изготовлении комплектующих. Продукция из Чжуцзи экспортируется в более чем 80 стран и регионов мира, занимая более 70 % мирового рынка. В период с января по октябрь 2024 года общий объем производства вышивальных машин составил около 45 тыс. единиц, а стоимостный объем производства — около 3,76 млрд юаней. 

### Текстильный сектор
Посёлок Датан (Datang, 大唐镇) славится как «мировая столица чулочно-носочных изделий». По состоянию на 2019 год общее количество носков, производимых в Датане, составляло 65 % общекитайского объёма и одну треть мирового объёма. В конце 1970-х годов жители деревни начали производить носки на ручных машинах и продавали их в корзинах у дороги. Если в 1988 году в Датане работало около ста семейных мастерских, то в 2014 году здесь уже было более 6500 крупных и малых компаний, производящих чулочно-носочные изделия. В 2014 году была проведена комплексная реформа чулочно-носочной индустрии, в ходе которой в Датане закрыли более 3200 неэффективных и устаревших предприятий.

### Жемчужный сектор
Посёлок Шаньсяху (Shanxiahu, 山下湖镇) является крупнейшим в мире центром по разведению, обработке и торговле пресноводным жемчугом (на него приходится 80 % китайского и 70 % мирового производства). В 2008 году в поселке открылся международный ювелирный торговый центр «Хуадун», который объединяет торговлю жемчугом, показ брендов жемчужных украшений и экспертизу ювелирных изделий. По итогам 2022 года объем продаж изделий из жемчуга превысил 40 млрд юаней (5,49 млрд долл. США), в 2023 году превысил 50 млрд юаней, а в 2017 году он составлял менее 10 млрд юаней (1,37 млрд долл. США). В Чжуцзи регулярно проходит Всемирная выставка жемчуга.